# 요석
요석(key stone)은 바둑에서 상대방 돌의 세(연결)를 끊는 등 중요한 구실을 하는 기둥돌이자 쌍방간에 필요한, 반드시 살려야하는 돌이다.